# Tour du Sud-Ouest
Ne doit pas être confondu avec Grand Prix du Sud-Ouest.
Le Tour du Sud-Ouest est une ancienne course cycliste à étapes française disputée dans l'Aquitaine, la Gascogne, la Guyenne et le Béarn de 1923 à 1952. 
Il y eut un Circuit du Sud-Ouest dont la 1re édition du 3 au 7 septembre 1919 n'était autre que la deuxième partie du Critérium du Midi.
En 1938, cette course a porté le nom de Grand Prix Amer Picon.

## Palmarès
| Année | Vainqueur       | Deuxième       | Troisième         |
| ----- | --------------- | -------------- | ----------------- |
| 1923  | Victor Fontan   | Augustin Cosse | Rodolphe Piquemal |
| 1924  | Samuel Tequi    | Victor Fontan  | Charles Govaert   |
| 1925  | Samuel Tequi    | Léon Devos     | Victor Fontan     |
| 1926  | Jean Mouveroux  | Léon Devos     | Samuel Tequi      |
| 1937  | Raymond Louviot | Décimo Bettini | Charles Petriacq  |
| 1938  | Gérard Desmet   | Raymond Passat | Julián Berrendero |
| 1939  | Gabriel Dubois  | Piet van Nek   | Robert Tanneveau  |
| 1945  | Pierre Tacca    |                |                   |
| 1952  | Jean Dacquay    | Pierre Nardi   | Jean Gadras       |